# Оджак (община Власеница)
Оджак (на сръбски: Оџак) е село в Босна и Херцеговина, разположено в община Власеница, в ентитета на Република Сръбска. Населението му според преброяването през 2013 г. е 24 души, от тях: 24 (100,00 %) сърби.

## Население
Численост на населението според преброяванията през годините:
- 1961 – 110 души
- 1971 – 83 души
- 1981 – 67 души
- 1991 – 56 души
- 2013 – 24 души